# Serse
Jerjes (Serse en el texto original en italiano; HWV 40) es una ópera seria en tres actos de Georg Friedrich Händel. Se representó por primera vez en el King's Theatre de Londres el 15 de abril de 1738. El libreto en italiano fue adaptado por mano desconocida del que Silvio Stampiglia hizo para una anterior ópera del mismo nombre de Giovanni Bononcini en 1694. El libreto de Stampiglia se basó a su vez, en uno de Nicolò Minato que fue musicado por Francesco Cavalli en 1654. La ópera se ambienta en Persia (actual Irán) en el año 480 a. C. y se fundamenta, muy vagamente, en Jerjes I de Persia, aunque hay poco, en el libreto o en la música, que sea relevante para esa ambientación. Serse, originalmente cantado por un castrato soprano, actualmente lo suele interpretar una soprano (o mezzosoprano) y sopranista.
El aria inicial, "Ombra mai fu", cantada por Jerjes a un plátano (Platanus orientalis), con una de las melodías más conocidas de Händel, a menudo es conocida como el "Largo" de Händel (a pesar de que en la partitura aparece como "larghetto").
Serse es para muchos la más mozartiana de las óperas de Händel. La pasión está mezclada con la farsa y la sátira; la estupidez humana es expuesta pero no ridiculizada. 
Hay otras dos óperas italianas con Serse como título: la de Cavalli y  la de Bononcini.

## Personajes
| Personaje                            | Tesitura           | Reparto el 15 de abril de 1738 Director: |
| ------------------------------------ | ------------------ | ---------------------------------------- |
| Jerjes I (rey de Persia )            | soprano / castrato | Gaetano Majorano (Caffarelli)            |
| Arsamene (hermano de Jerjes)         | soprano            | Maria Antonia Marchesini (La Lucchesina) |
| Amastre (princesa, amante de Jerjes) | contralto          | Antonia Merighi                          |
| Romilda (amante de Arsamene)         | soprano            | Elisabeth Duparc (La Francesina)         |
| Ariodate (príncipe de Abidos)        | Bajo               | Antonio Montagnana                       |
| Atalanta (hija de Ariodate)          | soprano            | Margherita Chimenti (La Droghierina)     |
| Elviro (criado de Arsamene)          | bajo               | Antonio Lottini                          |

## Argumento

### Acto I
El joven rey Serse persigue a Romilda, resuelto a que ella le ame. Pero Romilda rechaza al rey porque ama al hermano de éste, Arsamene, y él le corresponde. Xerxes le prohíbe a Arsamene ser su rival y lo envía al exilio. Mientras, la hermana de Romilda, Atalanta, ha puesto sus ojos sobre Arsamene y quiere hacerlo suyo.
Amastre, la novia que Serse había abandonado por Romilda, aparece disfrazada de hombre en busca del rey. Ariodate, general de las tropas de Serse y padre de Romilda y Atlanta, regresa triunfal de la última campaña y es recibido por Serse quien le anuncia que pronto su hija se casará con alguien de la familia de Serse, un igual a él. Arsamene le  envía una carta a Romilda, a través de su sirviente Elviro, pidiendo un último encuentro antes de partir. Amastre, se siente traicionada y decide luchar por el amor de Serse.
Atalanta intenta engañar a Romilda para que acepte la propuesta de Serse, diciéndole que Arsamene ama a otra, pero no tiene éxito. Sola, declara que continuará con sus intenciones hacia Arsamene.

### Acto II
Elviro, disfrazado de vendedor de flores, lleva la carta para Romilda. Atalanta la intercepta y miente a Elviro diciéndole que su hermana ama a Serse. La furia de Elviro es interrumpida por la llegada del rey. Atlanta a solas con él le comenta que ha recibido una carta de su hermano, donde le declara su amor, que oculta con un falso amor por Romilda. Serses, asombrado, promete ayudarle a casarse con Arsamene, y Atalanta le recuerda que él ocultará su amor por ella insistentemente. 
Serse muestra la carta a Romilda y le pregunta si seguirá amando a Arsamene. Ella contesta que sí y el rey le dice que aunque debería aborrecerla, no puede. Sola, Romilda enfurece por la traición que siente ha hecho su amante. Amastre intenta suicidarse pero Elviro lo impide. Ella reafirma su amor por Serse. Elviro intenta convencer a su amo que Romilda quiere a Serse. Éste finalmente lo acepta y declara su decepción. 
En público, Serse encarga a Ariodate una nueva campaña que ampliará su imperio. Luego, a solas con su hermano, le comenta que está dispuesto a entregarle a su amada como esposa, Atlanta. Arsamene se sorprende ante lo que siente es un gesto cínico por parte del rey, y expresa en tono desafiante que luchará hasta conseguir lo que quiere, el amor de Romilda.
Atalanta se encuentra con Serse y éste le advierte que debe olvidar a Arsamene, que aún ama a Romilda. Atalanta le pide al rey que le explique cómo puede hacerlo, si aún lo ama intensamente. Serse, a solas, expresa sus esperanzas y temores ante el amor.
Elviro anuncia la llegada de una tormenta, la cual se desata y destruye el recién construido puente que representa el poder el imperio de Serse. Luego, decide que es mejor beber para olvidar.
Serse y Amastre se encuentran. El rey aún desconoce la identidad del guerrero y ambos cantan su desamor. Romilda entra y Serse le pide que decida si se casará con él. Amastre interviene, advirtiéndole que el rey pretende engañarla. Serse ordena que el guerrero sea ejecutado y sale enfurecido. Romilda finalmente evita la ejecución y, ya sola, expresa la constancia de su amor.

### Acto III
Romilda y Arsamene, reunidos con Elviro, se reprochan mutuamente su infidelidad. A la llegada de Atalanta, el sirviente le pide que explique a la pareja lo ocurrido y ella revela la verdad. Antes de marchar declara que seguirá esperando la llegada de una pareja que la ame. Se anuncia la llegada del rey, Elviro marcha para no sentir su furia y Arsamene se esconde. El rey presiona a Romilda para que le explique por qué ha protegido al desconocido soldado y para que decida si se casará con él o no. Ella desespera y dice que solo aceptará casarse con la persona que decida su padre. Serse marcha convencido de que convencerá a Ariodate. Arsamene sale de su escondite y le reprocha a Romilda su poca constancia. A solas, Arsamene lamenta la crueldad del amor.
Serse encuentra a Ariodate y manteniendo el misterio, le pide que acepte como esposo de Romilda a alguien de sangre real y semejante al mismo rey. Ariodate emocionado, acepta, y luego a solas, declara su placer ante la gloria que le otorgará este matrimonio.
Serse se encuentra con Romilda y le dice que su padre ha aceptado su proposición. Ella le confiesa al rey que ama a Arsamene y que él ha besado ya sus labios. Serse, furioso, la acusa de mentir y ordena antes de marchar que Arsamene sea asesinado. Romilda se encuentra con Amastre, a quien desesperada pide ayuda. Amastre promete ayudarla pero antes le entrega una carta a Romilda para que la haga llegar al rey. A solas, Amastre expresa tristemente su desesperanza.
Arsamene y Romilda se encuentran y, en una fuerte discusión, se recriminan de nuevo su mutua infidelidad.
Ante una asamblea que se prepara para la inminente boda, Ariodate recibe a Arsamene y Romilda, y creyendo que esa es la voluntad de Serse, entrega a su hija como esposa a Arsamene. Los novios, felices, marchan para casarse inmediatamente.
Serse finalmente decide descubrir a Ariodate quién será el esposo de Romilda. Ariodate se adelanta y explica que ya ha ejecutado sus órdenes y que la pareja ya se ha casado. Ante la sorpresa del rey, Ariodate le revela quién se ha casado con su hija. Serse enfurece, y en ese momento llega un criado con la carta de Amastre. Creyendo que ha sido escrita por Romilda, le pide a Ariodate que la lea. La carta reprocha la infidelidad del rey, y cuando finalmente saben quién la ha escrito, Serse despide al soldado y descarga su furia.
Finalmente, todos reunidos son presa del odio del rey. Serse ordena cruelmente a Arsamene matar a Romilda que ha jugado con el amor del rey. Aparece el misterioso soldado, Amastre, y se ofrece para ejecutar sus órdenes. Amastre esgrime la espada contra el rey y descubriendo su identidad le reprocha su traición. Serse, apenado, pide disculpas a todos.

## Recepción
A pesar de la belleza de la música, Serse no fue exitosa. Fue retirada del Haymarket Theater de Londres, tras sólo cinco representaciones y fue olvidaba durante casi doscientos cincuenta años. Fue repuesta en los años 1980 y poco a poco se ha convertido en parte del repertorio tradicional. El aria que da inicio a la obra, Ombra mai fù, es quizás la más conocida de Handel. No existen, sin embargo, muchas grabaciones completas de esta ópera. 
Serse se representa poco; en las estadísticas de Operabase aparece la n.º 172 de las óperas representadas en 2005-2010, siendo la 16.ª en el Reino Unido y la séptima de Händel, con 18 representaciones en el período.